# Chalcosyrphus eumera
Chalcosyrphus eumera är en tvåvingeart som först beskrevs av Friedrich Hermann Loew 1869.  Chalcosyrphus eumera ingår i släktet mulmblomflugor, och familjen blomflugor. Inga underarter finns listade i Catalogue of Life.